# Siergijewskaja (Kraj Krasnodarski)
Siergijewskaja (ros. Сергиевская) – stanica w Rosji, w Kraju Krasnodarskim, w rejonie korienowskim. W 2010 liczyła 2959 mieszkańców.